# كرافينيك
كرافينيك (بالبلغارية: Кръвеник)‏ قرية تقع إدارياً ضمن Sevlievo ‏ في بلغاريا. ويبلغ عدد سكانها 180 نسمة حسب تعداد 15 مارس 2015. تعتمد كرافينيك للبريد على الرمز البريدي 5460 وللاتصالات على رمز الاتصال الهاتفي المحلي 067302.